# Stéphane Courtois
Stéphane Courtois (nascido em 25 de novembro de 1947) é um historiador francês especializado no comunismo, além de ser o diretor do CNRS, ou Centre National de la Recherche Scientifique, da Universidade de Paris.
Em um de seus livros, O Livro Negro do Comunismo, há o levantamento de estatísticas dos horrores feitos pelos regimes conotados com a extrema-esquerda na execução de suas políticas de governo, como na antiga União das Repúblicas Socialistas Soviéticas.